# Mauesia bicornis
Mauesia bicornis là một loài bọ cánh cứng trong họ Cerambycidae.